# Stanislav Galijev
Stanislav Sergejevitj Galijev, ryska: Станислав Сергеевич Галиев, född 17 januari 1992, är en rysk professionell ishockeyspelare som tillhör NHL-organisationen Washington Capitals och spelar för deras primära samarbetspartner Hershey Bears i American Hockey League (AHL). Han har tidigare spelat på lägre nivåer för Reading Royals i ECHL, Saint John Sea Dogs i Ligue de hockey junior majeur du Québec (LHJMQ) och Indiana Ice i United States Hockey League (USHL).
Galijev draftades i tredje rundan i 2010 års draft av Washington Capitals som 86:e spelare totalt.

## Statistik
| 2008–2009    | Indiana Ice         | USHL         | 60  | 29 | 35 | 64  | 46 | 13 | 5  | 4  | 9  | 8  |
| 2009–2010    | Saint John Sea Dogs | LHJMQ        | 67  | 15 | 45 | 60  | 38 | 21 | 8  | 11 | 19 | 14 |
| 2010–2011    | Saint John Sea Dogs | LHJMQ        | 64  | 37 | 28 | 65  | 40 | 19 | 10 | 17 | 27 | 12 |
| 2011–2012    | Saint John Sea Dogs | LHJMQ        | 20  | 13 | 6  | 19  | 16 | 17 | 16 | 18 | 34 | 6  |
| 2012–2013    | Hershey Bears       | AHL          | 17  | 0  | 1  | 1   | 8  | —  | —  | —  | —  | —  |
|              | Reading Royals      | ECHL         | 46  | 23 | 24 | 47  | 32 | 10 | 4  | 7  | 11 | 0  |
| 2013–2014    | Hershey Bears       | AHL          | 16  | 3  | 3  | 6   | 0  | —  | —  | —  | —  | —  |
|              | Reading Royals      | ECHL         | 14  | 5  | 8  | 13  | 6  | 3  | 1  | 1  | 2  | 0  |
| 2014–2015    | Washington Capitals | NHL          | 1   | 0  | 0  | 0   | 0  | —  | —  | —  | —  | —  |
|              | Herhsey Bears       | AHL          | 65  | 25 | 20 | 45  | 24 | —  | —  | —  | —  | —  |
| NHL totalt   | NHL totalt          | NHL totalt   | 1   | 0  | 0  | 0   | 0  | —  | —  | —  | —  | —  |
| AHL totalt   | AHL totalt          | AHL totalt   | 98  | 28 | 24 | 52  | 32 | —  | —  | —  | —  | —  |
| ECHL totalt  | ECHL totalt         | ECHL totalt  | 60  | 28 | 32 | 60  | 38 | 13 | 5  | 8  | 13 | 0  |
| LHJMQ totalt | LHJMQ totalt        | LHJMQ totalt | 151 | 65 | 79 | 144 | 94 | 57 | 34 | 46 | 80 | 32 |
| USHL totalt  | USHL totalt         | USHL totalt  | 60  | 29 | 35 | 64  | 46 | 13 | 5  | 4  | 9  | 8  |